# .gn
.gn為几内亚國家及地區頂級域（ccTLD）的域名，於1994年8月9日啟用。必須是几内亚境內的實體才有資格註冊域名。

## 二級域名
- .com.gn: 公司
- .ac.gn: 學術機構
- .gov.gn: 政府
- .org.gn: 非營利組織
- .net.gn: 网络基础设施[4]

## 外部連結
- IANA .gn whois information（页面存档备份，存于）
- .gn domain registration website（页面存档备份，存于）